# Tmesisternus joliveti
Tmesisternus joliveti là một loài bọ cánh cứng trong họ Cerambycidae.